# Unterseeboot 122 (1940)
Pour les articles homonymes, voir Unterseeboot 122.
L'Unterseeboot 122 (ou U-122) est un sous-marin allemand de type IX.B utilisé par la Kriegsmarine pendant la Seconde Guerre mondiale.

## Historique
Il quitte Kiel en Allemagne pour sa première patrouille sous les ordres du Korvettenkapitän Hans-Günther Looff le 16 mai 1940 afin de livrer du matériel de guerre au port de Trondheim durant la Campagne de Norvège. Il atteint Trondheim le 19 mai 1940 et délivre sa cargaison : 1 canon anti-aérien de 88 mm avec ses munitions, des bombes, 750 barils (119 m3) de combustible aviation et d'huile de moteur. Il quitte Trondheim le 21 mai 1940 pour rejoindre Wilhelmshaven le 24 mai 1940, puis Kiel le 25 mai 1940.
Sa deuxième patrouille débute le 13 juin 1940 en départ de Kiel. Le 20 juin 1940, il coule son unique navire : le SS Empire Conveyor. Après 10 jours en mer, l'U-122 est porté disparu à partir du 22 juin 1940 dans l'Atlantique Nord entre le nord de La Manche et le Golfe de Gascogne. 
Les 49 membres d'équipage sont portés disparus.

## Affectations
- 2. Unterseebootsflottille du 30 mars 1940 au 31 mai 1940 à Kiel pendant sa période de formation
- 2. Unterseebootsflottille du 1er juin 1940 au 22 juin 1940 à Kiel en tant qu'unité combattante

## Commandement
- Korvettenkapitän Hans-Günther Looff du 30 mars 1940 au 22 juin 1940

## Patrouilles
|       | Commandant                 | Départ       | Départ        | Arrivée      | Arrivée       | Jours    | Succès  |
| ----- | -------------------------- | ------------ | ------------- | ------------ | ------------- | -------- | ------- |
| 1     | KrvKpt. Hans-Günther Looff | 16 mai 1940  | Kiel          | 19 mai 1940  | Trondheim     | 4 jours  |         |
|       | KrvKpt. Hans-Günther Looff | 21 mai 1940  | Trondheim     | 24 mai 1940  | Wilhelmshaven | 4 jours  |         |
|       | KrvKpt. Hans-Günther Looff | 24 mai 1940  | Wilhelmshaven | 25 mai 1940  | Kiel          | 2 jours  |         |
| 2     | KrvKpt. Hans-Günther Looff | 12 juin 1940 | Kiel          | 22 juin 1940 | Coulé         | 10 jours | 5 911   |
| Total | Total                      | Total        | Total         | Total        | Total         | 20 jours | 5 911 t |

Note : KrvKpt. = Korvettenkapitän

## Navires coulés
- L'Unterseeboot 122 a coulé un navire marchand de 5 911 tonneaux au cours des deux patrouilles (14 jours en mer) qu'il effectua.

| Date         | Nom                | Nationalité | Tonnage (GRT) | Fait  |
| ------------ | ------------------ | ----------- | ------------- | ----- |
| 20 juin 1940 | SS Empire Conveyor | Royaume-Uni | 5 911         | Coulé |